# Regionalentwicklung
Regionalentwicklung erklärt, aus analytischer Sicht, sozio-ökonomische und umweltbezogene Prozesse innerhalb von Regionen. Aus normativer Sicht bemüht sich Regionalentwicklung um eine Verbesserung der sozio-ökonomischen und umweltbezogenen Situation innerhalb von Regionen. Es geht um die Frage, wie eine Region nachhaltig entwickelt werden kann. Als Region werden dabei meist subnationale Raumeinheiten gesehen. Regionalentwicklung stellt bislang keine eigene Wissenschaftsdisziplin dar, sondern findet sich in verschiedenen Fachrichtungen (Geographie, Raumplanung, Ökonomie und Politikwissenschaften) als Subdisziplin wieder.

## Akteure und Instrumente
Die Faktoren und Akteure, welche die Entwicklung einer Region beeinflussen können, sind unzählig und schwer zu systematisieren. Generell gibt es von Seiten der Politik viele Maßnahmen (z. B. Förderprogramme), die direkt darauf abzielen die Entwicklung einer Region positiv zu beeinflussen. Diese finden sich auf allen politischen Ebenen: von der europäischen Ebene mit der Regionalpolitik der Europäischen Union bis zur lokalen Ebene mit Wirtschaftsförderungen und Klima- und Regionalmanagements. Abgesehen von finanziellen Instrumenten – oft in Form von Förderprogrammen – versucht die Politik auch mit rechtlichen oder persuasiven Instrumenten Regionen zu stärken.
Weitere Akteure, welche die Entwicklung einer Region beeinflussen können, sind neben dem öffentlichen Sektor die Wirtschaft und die Zivilgesellschaft. So haben beispielsweise unternehmerische Entscheidungen an einem bestimmten Ort zu investieren immer auch Auswirkungen auf die Entwicklung einer Region. Aber auch die Bevölkerung kann durch Initiativen oder Protestbewegungen Einfluss nehmen (z. B. für oder gegen Windkraft, für oder gegen eine Umgehungsstraße usw.).
Die endogene Regionalentwicklung ist hierbei ein Ansatz, durch den eine positive Entwicklung der Regionen vorrangig durch Nutzung eigener Potentiale erreicht werden soll.

## Themenfelder
Regionalentwicklung befasst sich mit unzählig verschiedenen Fragestellungen aus Wirtschaft, Gesellschaft und Umwelt. Untersuchungen gibt es für alle Maßstabsebenen: von lokal bis global.
Einige Beispiele aktueller Forschungsthemen:
- Regionalentwicklung befasst sich mit der Messung von Disparitäten zwischen Regionen. Sie versucht sie zu erklären und so Handlungsempfehlungen für die Praxis entwickeln zu können.
- Regionalentwicklung beschäftigt sich mit aktuellen Initiativen zur Stärkung von Regionen (z. B. Cluster, Regionalprodukte) und untersucht deren Auswirkungen auf die Regionen.
- Regionalentwicklung thematisiert Stadt-Land-Beziehungen und die aktuell diskutierte Metropolisierung.
- Regionalentwicklung beschäftigt sich mit der Energiewende und deren Auswirkungen auf die Regionen.